# راهرو (فیلم)
راهرو (انگلیسی: The Corridor) یک فیلم لیتوانیایی درام به کارگردانی شاروناس بارتاس محصول سال ۱۹۹۵ است. از بازیگران آن می‌توان به شاروناس بارتاس و یکاترینا گولوبوا اشاره کرد.
فیلم که روایتی چندپاره و بی‌دیالوگ از زندگی برخی از اهالی ویلنیوس است و برندهٔ جایزهٔ فیپرشی از جشنواره بین‌المللی فیلم وین شد.